# Communauté de communes du Pays Gentiane
Die Communauté de communes du Pays Gentiane ist ein französischer Gemeindeverband in der Rechtsform einer Communauté de communes im Département Cantal in der Region Auvergne-Rhône-Alpes. Der Verwaltungssitz ist im Ort Riom-ès-Montagnes.

## Historische Entwicklung
Mit Wirkung vom 1. Januar 2017 schloss sich die Gemeinde Lugarde dem Gemeindeverband an, die bisher zur Communauté de communes du Cézallier gehörte.
Am 1. Januar 2019 verließen die Gemeinden Chanterelle, Condat, Montboudif und Saint-Bonnet-de-Condat die Communauté de communes Hautes Terres und schlossen sich dem Gemeindeverband an.

## Mitgliedsgemeinden
Die 17 Mitgliedsgemeinden sind:
| Gemeinde                                | Einwohner 1. Januar 2022 | Fläche km² | Dichte Einw./km² | Code INSEE | Postleitzahl |
| --------------------------------------- | ------------------------ | ---------- | ---------------- | ---------- | ------------ |
| Apchon                                  | 180                      | 12,43      | 14               | 15009      | 15400        |
| Chanterelle                             | 99                       | 19,72      | 5                | 15040      | 15190        |
| Cheylade                                | 224                      | 32,81      | 7                | 15049      | 15400        |
| Le Claux                                | 161                      | 28,07      | 6                | 15050      | 15400        |
| Collandres                              | 157                      | 43,32      | 4                | 15052      | 15400        |
| Condat                                  | 950                      | 40,24      | 24               | 15054      | 15190        |
| Lugarde                                 | 119                      | 13,43      | 9                | 15110      | 15190        |
| Marchastel                              | 132                      | 22,92      | 6                | 15116      | 15400        |
| Menet                                   | 531                      | 29,86      | 18               | 15124      | 15400        |
| Montboudif                              | 163                      | 20,42      | 8                | 15129      | 15190        |
| Riom-ès-Montagnes                       | 2.403                    | 46,48      | 52               | 15162      | 15400        |
| Saint-Amandin                           | 227                      | 31,89      | 7                | 15170      | 15170        |
| Saint-Bonnet-de-Condat                  | 113                      | 17,32      | 7                | 15173      | 15190        |
| Saint-Étienne-de-Chomeil                | 252                      | 27,57      | 9                | 15185      | 15400        |
| Saint-Hippolyte                         | 98                       | 13,92      | 7                | 15190      | 15400        |
| Trizac                                  | 449                      | 44,90      | 10               | 15243      | 15400        |
| Valette                                 | 237                      | 14,90      | 16               | 15246      | 15400        |
| Communauté de communes du Pays Gentiane | 6.495                    | 460,20     | 14               | –          | –            |